# Sant Josep de Bovera
Sant Josep de Bovera és una església del municipi de Bovera (Garrigues) inclosa en l'Inventari del Patrimoni Arquitectònic de Catalunya.

## Descripció
És una església parroquial d'una sola nau coberta amb volta de canó. Als laterals hi ha tot de capelles fetes d'obra. Aquest edifici està emplaçat a sobre de l'antiga església romànica (segle XIII- XIV) que es destruí al construir la nova; de fet alguns dels carreus s'aprofitaren a la nova obra o fins i tot la porta lateral d'estil romànic de transició. És de mig punt i moltes pedres porten símbols de picapedrers, indicant-nos l'aprofitament per la nova construcció. El seu interior és de gust neoclàssic amb altar central i nou de laterals, disposats a les capelles.
Des d'un començament els murs es deixaren a la vista la pedra, i és més endavant quan es pinten. En l'actualitat s'han repicat les pilastres, però els capitells, d'ordre compost, continuen pintats. El paviment de tot el recinte és fet de terrasso. L'altar major està dedicat a Sant Josep, el flanquegen un de Sant Antoni de Pàdua i de Sant Isidre. El cor el trobem a la part superior, als peus de l'església.
A l'exterior, la façana principal és molt senzilla; tan sols s'han treballat en relleu les dovelles; a sobre hi ha escrit el nom de Sant Joan Basptista. Al damunt hi ha una fornícula apetxinada, que deuria contenir la imatge del sant titular. Al damunt de l'entrada principal, als peus del recinte hi ha el campanar de cos octogonal, obra ja del segle xix.

## Història
Abans el temple estava dedicat al naixement de la Mare de Déu. El campanar està emplaçat al centre, damunt de la portada. Fèlix de Móra d'Ebre en fou el constructor a finals del s. XIX. Té una base quadrada que passa a ser octogonal al pis superior, rematat amb una àmplia cornissa i una teulada ondulant avui restaurada.